# Limfocyty NKT
Limfocyty NKT, inaczej komórki NKT (od ang. Natural Killer T-cells) – subpopulacja limfocytów T, komórek układu odpornościowego, które posiadają cechy charakterystyczne zarówno dla limfocytów T, jak i dla komórek NK. Komórki NKT są nieliczne i stanowią zaledwie ok. 0,1% wszystkich limfocytów T występujących we krwi obwodowej.
Wykazują obecność markerów powierzchniowych charakterystycznych zarówno dla limfocytów T (kompleks TCR-CD3) jak i komórek NK (CD56, CD161, CD94). Posiadają także na swojej powierzchni CD57.
Prawdopodobnie dojrzewają w grasicy, zaś szczególnie duża ich liczba znajduje się w wątrobie (mogą stanowić do 40% limfocytów tego narządu).
TCR tych komórek charakteryzują się niewielką zmiennością i rozpoznają nieklasyczne cząsteczki MHC klasy I, przy czym nie posiadają zwykle ani CD4, ani CD8. Odgrywają głównie rolę immunoregulacyjną, ale wydaje się też, że dzięki właściwościom cytotoksycznym mogą eliminować niektóre patogeny, zwłaszcza pierwotniaki, wirusy i bakterie wewnątrzkomórkowe.
Komórki NKT, w wyniku aktywacji, wydzielają duże ilości cytokin, takich jak: 
Interleukiny 4 i IFN-γ oraz IL-2, IL-13, IL-17, IL-21, TNF-alfa, GM-CSF. Funkcja tych komórek jest przedmiotem dalszych badań.
Polaryzacja immunologiczna może dotyczyć także tych komórek, nie tylko klasycznych limfocytów T.